# Bahnhof Meiningen
Der Bahnhof Meiningen ist ein Knotenpunkt von zwei Eisenbahnstrecken mit fünf Bahnlinien und mit seinen Einrichtungen der bedeutendste Bahnhof in Südthüringen.
Er besteht aus zwei benachbarten, einst baulich und betrieblich getrennten Bahnhöfen, dem Preußischen Bahnhof als Durchgangsbahnhof an der Werrabahn von Eisenach nach Lichtenfels und dem Bayerischen Bahnhof als Kopfbahnhof und damit Endstation der Bahnstrecke Schweinfurt–Meiningen. Die beiden Bahnhöfe wurden 1920 nach Auflösung der Länderbahnen zu einem Bahnhof vereint.

## Lage
Der Meininger Bahnhof liegt am Streckenkilometer 60,69 der Werrabahn sowie am Streckenkilometer 77,90 der Bahnstrecke Schweinfurt–Meiningen. Der Bahnhof befindet sich am östlichen Rand des Stadtzentrums von Meiningen neben dem Englischen Garten und trennt die Stadtteile Zentrum und Oststadt. Die Altstadt und mehrere bedeutende öffentliche Einrichtungen wie das Staatstheater Meiningen, Hotels und das Justizzentrum Meiningen befinden sich in unmittelbarer Nähe.

## Geschichte

### Werrabahn / Preußischer Bahnhof
Bereits 1838 entstand der erste Plan für den Bau eines Bahnhofes in Meiningen im Rahmen der Projektierung einer „Bayrisch-Hanseatischen Bahn“, die auch durch das Werratal führen sollte. Das Bahngelände war ursprünglich nordwestlich der Altstadt am Fuße des Herrenberges geplant (heute Am Bielstein). Das Projekt zerschlug sich zunächst wegen fehlender Konzessionen des Königreichs Hannover.

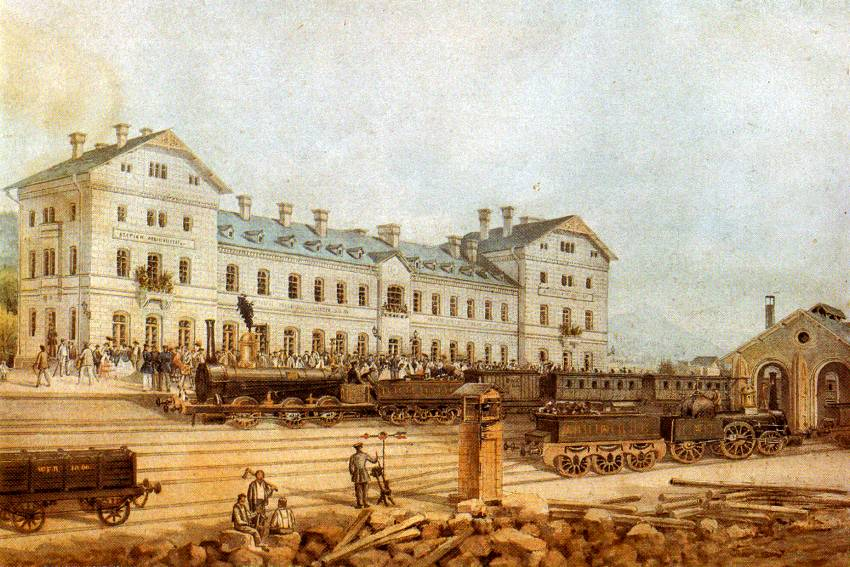
Empfangsgebäude und Remise 1859

20 Jahre später wurde am heutigen Standort nach einer Bauzeit von zwei Jahren der Bahnhof im Zuge der Eröffnung der Werrabahn am 2. November 1858 eingeweiht. Der Bahnhof wurde Sitz der Werra-Eisenbahn-Gesellschaft, die die Konzession für den Bau und Betrieb der Werrabahn erhielt. Bereits bei seiner Eröffnung bestand der Bahnhof aus dem Empfangsgebäude und sechs weiteren Bauten, darunter eine Lokomotiv-Remise mit Reparaturwerkstatt und Koks-, Wagen- und Güterschuppen. Um den stetig steigenden Bedarf an Wartungs- und Reparaturarbeiten am Fahrzeugpark der Werrabahn gerecht zu werden, erbaute man ab 1863 gegenüber dem Empfangsgebäude eine Betriebswerkstätte mit Ringlokschuppen und Drehscheibe.
Mit der Eröffnung der Bahnstrecke Neudietendorf–Ritschenhausen 1884 erhielt der Bahnhof Anschluss an die Fernzugverbindung Berlin–Erfurt–Würzburg–Stuttgart. 1895 übernahm die Preußische Staatsbahn die Werrabahn und der Meininger Bahnhof wurde zum Preußischen Bahnhof. 1900 überdachte man den Zwischenraum zwischen dem preußischen und dem bayerischen Empfangsgebäude mit einem eingeschossigen Fachwerkbau. Er wurde mit einer Verladerampe und einer Freitreppe zum Bahnhofsplatz versehen und diente fortan als Hauptzugang zu den Bahnsteigen. Die als Nebenwerkstatt bezeichnete Betriebswerkstätte entwickelte sich seit ihrer Gründung bis 1900 zu einem zusammenhängenden Hallenkomplex von 200 Meter Länge mit 26 Lokomotiv-Ständen und einer Reihe von Werkstätten und weiteren Einrichtungen. Sie wurde 1902 zu einer Hauptwerkstätte erhoben. Die Kapazitäten der Hauptwerkstätte stießen bald an ihre Grenzen, so errichtete die Preußische Staatsbahn 1914 einen Kilometer nördlich des Bahnhofs eine neue Hauptwerkstätte, das spätere „RAW Meiningen“ und heutige Dampflokwerk Meiningen, in das seitdem vom Bahnhof aus ein Anschlussgleis führt. Die alte Hauptwerkstätte wurde daraufhin zurückgebaut und in ein Bahnbetriebswerk umgewandelt. In den Jahren 1918 und 1928 fand eine Verlängerung und Überdachung aller Bahnsteige mit Ausnahme des Bahnsteigs 2 statt.

### Bayerischer Bahnhof
Am 15. Dezember 1874 nahmen die Königlich Bayerische Staats-Eisenbahnen die Bahnstrecke Schweinfurt–Meiningen in Betrieb. Sie errichteten südlich an den bestehenden Bahnhof der Werrabahn anlehnend den eigenständigen Bayerischen Bahnhof als Kopfbahnhof mit Empfangsgebäude, Bahnsteigen, Lok-Remise mit fünf Ständen, Drehscheibe und weiteren Gleisanlagen. Damit verdoppelte sich nahezu das Bahngelände und erstreckte sich jetzt über 1300 Meter zwischen den beiden Einfahrtsstellwerken. Da sich die Anzahl der Gleise am Bahnübergang in der Marienstraße von zwei auf zehn erhöhte, war eine Verkehrsregelung mit Schranken nicht mehr durchführbar. So wurde ein rund 100 Meter langer Straßentunnel gebaut, der die Gleisanlagen und Bahnsteige unterquert und seitdem die Stadtteile Zentrum und Oststadt miteinander verbindet. Durch den Bau des Bayerischen Bahnhofs und die für den Tunnelbau notwendige Absenkung der Marienstraße waren im nachfolgenden Straßennetz sowie im weiteren Umfeld des Bahnhofes große topografische Veränderungen mit tiefen Geländeeinschnitten nötig. So musste auch das städtische Straßennetz östlich des Bahngeländes neu geordnet werden und es waren weitere Kunstbauten zu errichten.

### Reichsbahnzeit
Nach Auflösung der Länderbahnen und der Bildung der Deutschen Reichsbahn kam der vereinte Bahnhof zur Reichsbahndirektion Erfurt, die hier eines von neun Betriebsämtern einrichtete. Hinzu kamen die Sitze eines Maschinenamtes und eines Verkehrsamtes. Das Bahnbetriebswerk wurde vergrößert und erhielt eine größere Drehscheibe. Im südlichen Teil des Bahngeländes etablierte man ein Tanklager zur Treibstoffversorgung von Tankstellen. Im Zweiten Weltkrieg zerstörte ein amerikanischer Luftangriff während der Operation Clarion die südlichen Gleisanlagen, eine darüber führende Straßenbrücke, das Stellwerk 4 und das Tanklager. Bahnmitarbeiter, Wehrmachtsangehörige und Kriegsgefangene setzten die Gleise innerhalb von drei Tagen wieder Instand.

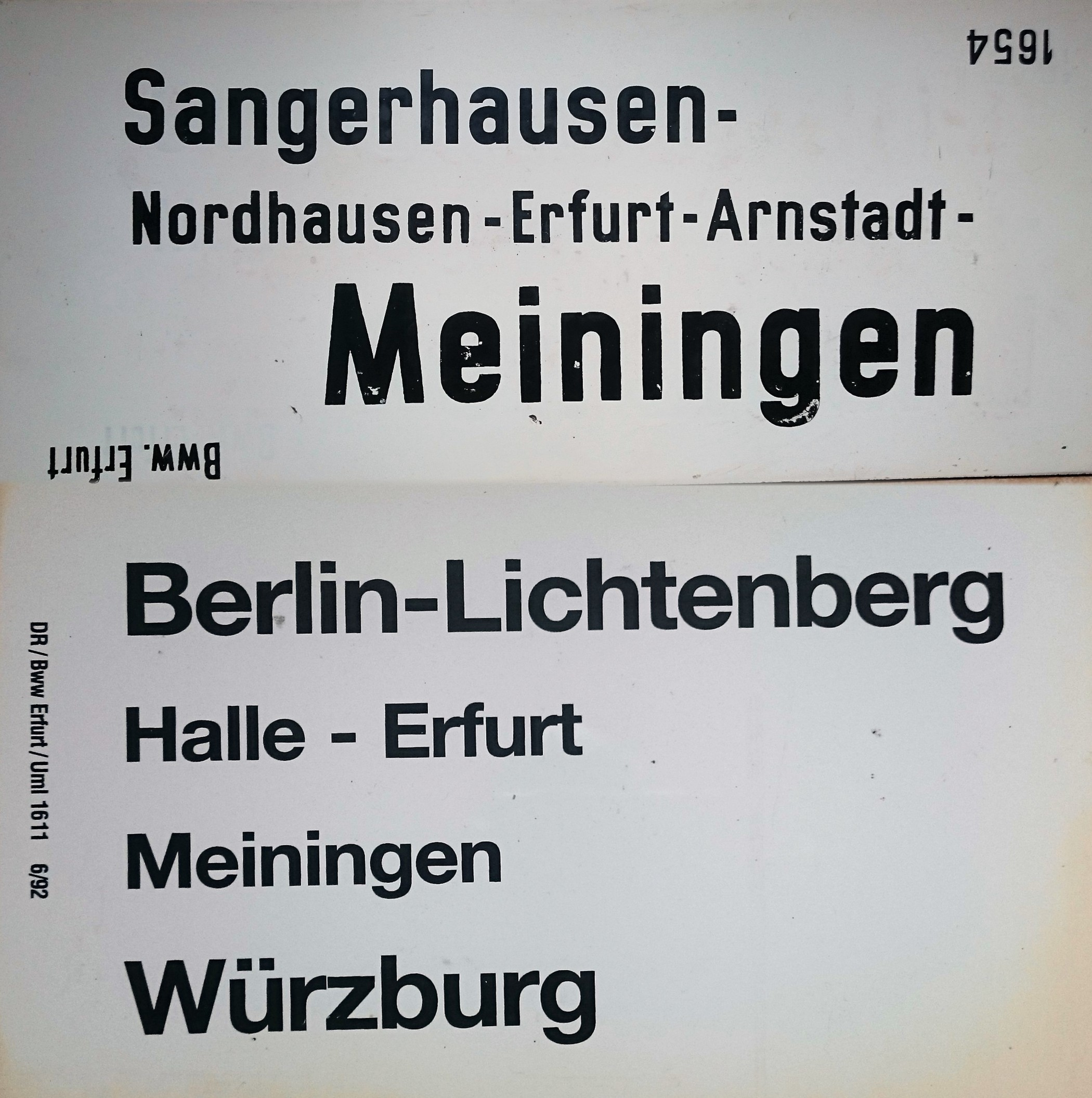
Zuglaufschilder mit Relation Meiningen, 1990er Jahre

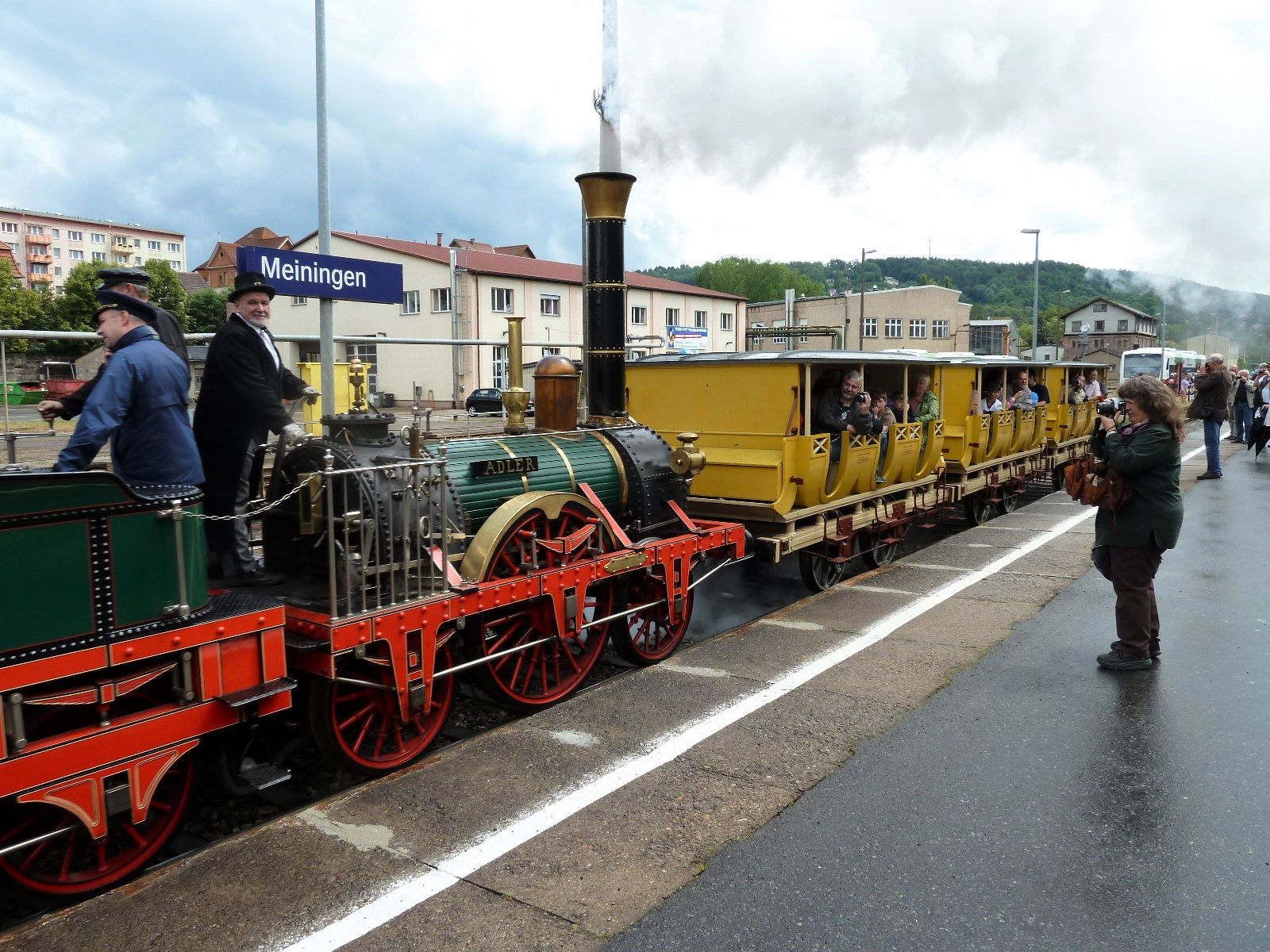
Der Adler zu Gast beim Bahnhofsfest 2011

Nach dem Zweiten Weltkrieg wurde im Juli 1945 die Bahnstrecke Schweinfurt–Meiningen unterbrochen. Auf dieser Strecke verkehrten die Züge nur noch bis Rentwertshausen und Römhild (bis 1971). Die Lok-Remise der ehemaligen Bayerischen Staatsbahn baute man zu einem Kohlebahnhof um. Die Sowjetarmee errichtete zwischen dem Güterbahnhof und dem Bahnbetriebswerk eine Verladerampe für schweres Kriegsgerät. 1960 fand der letzte größere Umbau des Personenbahnhofs statt. Es entstand an Stelle des 1900 errichteten Fachwerkbaus eine neue vergrößerte Bahnhofshalle mit Fahrkartenschalter, Gepäckschließfächern, Mitropa, Zeitungsshop, Kiosk, Toiletten und später einem Intershop. Eine breite Freitreppe führt seitdem auf den Bahnhofsvorplatz.
Nach dem Bau der innerdeutschen Grenze richtete die Deutsche Reichsbahn neue Fernverbindungen ein. Der Bahnhof Meiningen war nun Start- und Endpunkt von Schnell- und Eilzügen nach Erfurt, Halle (Saale), Leipzig, Berlin, Dresden – Görlitz und Stralsund – Barth (Ostsee). Der Schienenverkehr steigerte sich von 1960 bis 1989 auf rund 200 Zugfahrten täglich.
In den 1960er Jahren wurde eine Städteschnellverkehr-Verbindung nach Berlin eingerichtet und ab dem 25. Oktober 1976 verkehrte der Städteexpress „Rennsteig“ zwischen Meiningen und Berlin. Diese beiden Zugpaare hielten unterwegs nur in Suhl, Arnstadt (1980er Jahre), Erfurt, Halle (Saale) und am Flughafen Berlin-Schönefeld. 1976 wurde im Bahnbetriebswerk eine Ringlokhalle mit zwölf Lokständen und Drehscheibe in Betrieb genommen. Weiter entstand eine Reisezug-Waschanlage im bayerischen Bahnhofsteil.

### Deutsche Bahn AG
Nach der deutschen Wiedervereinigung 1990 und der Wiedereröffnung der Bahnstrecke Meiningen–Schweinfurt 1991 wurden zunächst neue Schnellzugverbindungen von Berlin über Meiningen nach Würzburg oder Schweinfurt sowie Meiningen – Sangerhausen eingerichtet. Durch die Einstellung dieser Linien in Zusammenhang mit Bahnprivatisierung verlor Meiningen gegen Ende der 1990er Jahre zunehmend an Bedeutung. 1998 erbaute die Stadt nahe der Bahnsteige 1 und 2 einen neuen Busbahnhof, der eine gute Verknüpfung zwischen beiden Verkehrsträgern bietet. Das Tanklager und die als Kohlebahnhof genutzte Lokomotivremise des Bayerischen Bahnhofs wurden abgerissen. An deren Stelle befindet sich heute die Wache 1 der Meininger Stützpunktfeuerwehr.
2001 übernahm die Süd-Thüringen-Bahn (STB) den Schienen-Personen-Nahverkehr (SPNV) im Südthüringer Raum, die ihren Betriebsstandort in Meiningen einrichtete. Seit 2004 betreibt die Erfurter Bahn (EB) mit dem Unterfranken-Shuttle eine neue Direktverbindung von Meiningen nach Schweinfurt und Bad Kissingen. Sie nutzt hierbei für den Unterfranken-Shuttle die Gleise und Bahnsteige des Bayerischen Bahnhofs sowie den Meininger Bahnhof als weiteren Betriebsstandort. Der bayerische Bahnhofsteil diente zudem bis 2017 als Abstellort der Regionalexpresszüge der Deutschen Bahn. Zum 150. Jubiläum der Werrabahn am 2. November 2008 wurde während eines Bahnhofsfestes eine Gedenktafel am Empfangsgebäude angebracht.
Die Deutsche Bahn AG verkaufte 2014 die Empfangsgebäude von 1858 und 1874 sowie den Bahnhofsvorplatz an die RK-Bahn Entwicklung GmbH, die restlichen Bahnhofsanlagen verblieben im Besitz der Deutschen Bahn (siehe unten). Die Empfangsgebäude wurden hierbei nicht als Bahnhof entwidmet und müssen weiter für den Bahnbetrieb zur Verfügung stehen.
In den Jahren 2018/19 modernisierte die Deutsche Bahn mit umfangreichen Baumaßnahmen den Meininger Bahnhof. Er erhielt dabei als Kernstück ein neues Elektronisches Stellwerk (ESTW-Z) mit regionaler Bedienzentrale. Das aus sechs Modulen bestehende Gebäude des Stellwerks wurde im April 2019 errichtet und bildet das technische Zentrum des Bahnhofs. Die „Regionale Bedienzentrale Meiningen“ (RBZ) mit Fahrdienstleitung für das ESTW brachte man in einem vorhandenen Verwaltungsgebäude unter. Des Weiteren wurden eine ESTW-Nahbedienung und 48 Signale neu errichtet. Der Bahnhof erhielt einen neuen Spurplan mit Umgestaltung der beiden großen Weichenplatten im Süden und Norden des Bahnhofsgeländes und zehn neue Elektrisch ortsgestellte Weichen (EOW) für Rangierarbeiten. Gleichzeitig erneuerte man Gleisfeldbeleuchtungen und Weichenheizungen. Im Rahmen der Modernisierung fand eine Verbreiterung des Bahnübergangs in der Bella-Aul-Straße am nördlichen Ende des Bahnhofsgeländes mit der Installation einer neuen Schrankenanlage statt. Nach einer zehnwöchigen Totalsperrung des Bahnhofs, während der unter anderem ein amerikanischer Blindgänger aus dem Zweiten Weltkrieg entschärft wurde, nahm man am 1. Dezember 2019 den Zugverkehr wieder auf.

### Süd-Thüringen-Bahn
Die Süd-Thüringen-Bahn GmbH (STB) betreibt seit 2001 den Schienenpersonennahverkehr in Südthüringen und nach Erfurt und nutzt seitdem als Mieter das Bahnbetriebswerk Meiningen der DB als Instandhaltungswerk und Betriebsstätte. Die STB hat 2018 von der DB AG das Bahngelände am ehemaligen Güterbahnhof erworben. Sie errichtete dort bis 2021 eine neue Werkstatt mit Bürogebäude sowie eigene Gleis- und Tankanlagen und erhielt 2019 im Rahmen der Bauarbeiten der Deutschen Bahn AG eine Anbindung an das restliche Schienennetz.

## Bahnhofsanlagen

### Empfangsgebäude

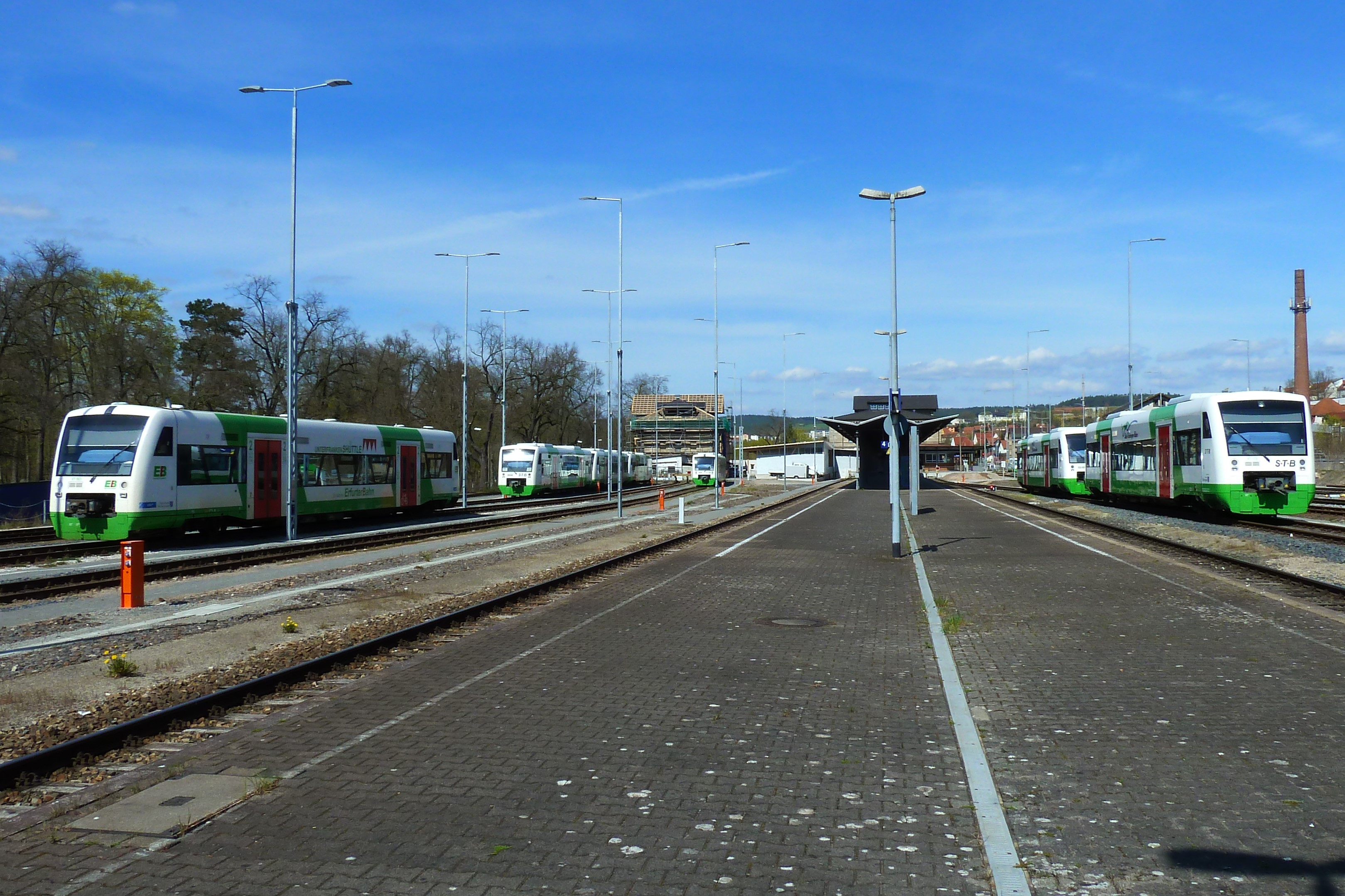
Bayerischer Bahnhofsteil

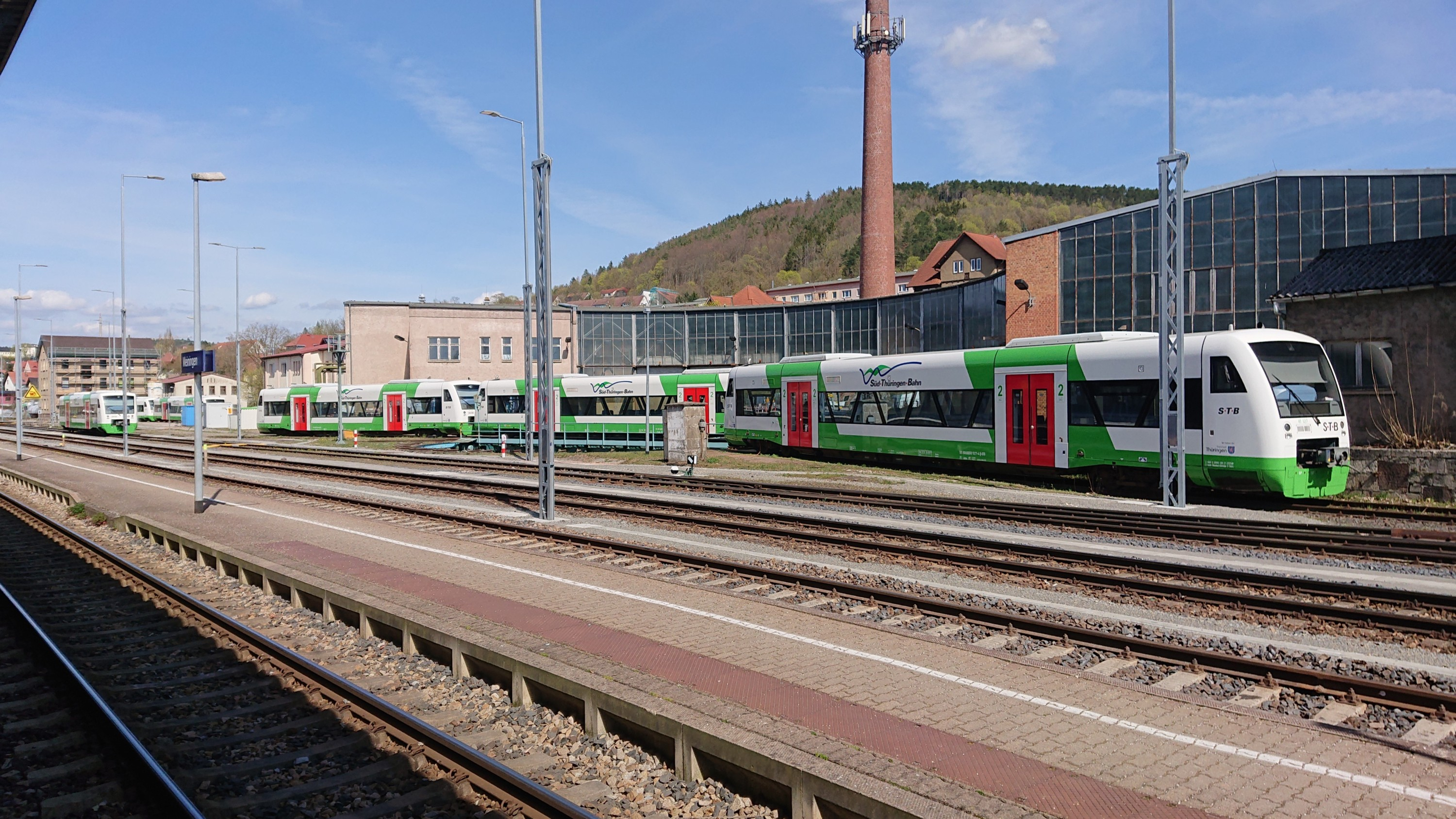
Bahnbetriebswerk mit Shuttles der Südthüringenbahn

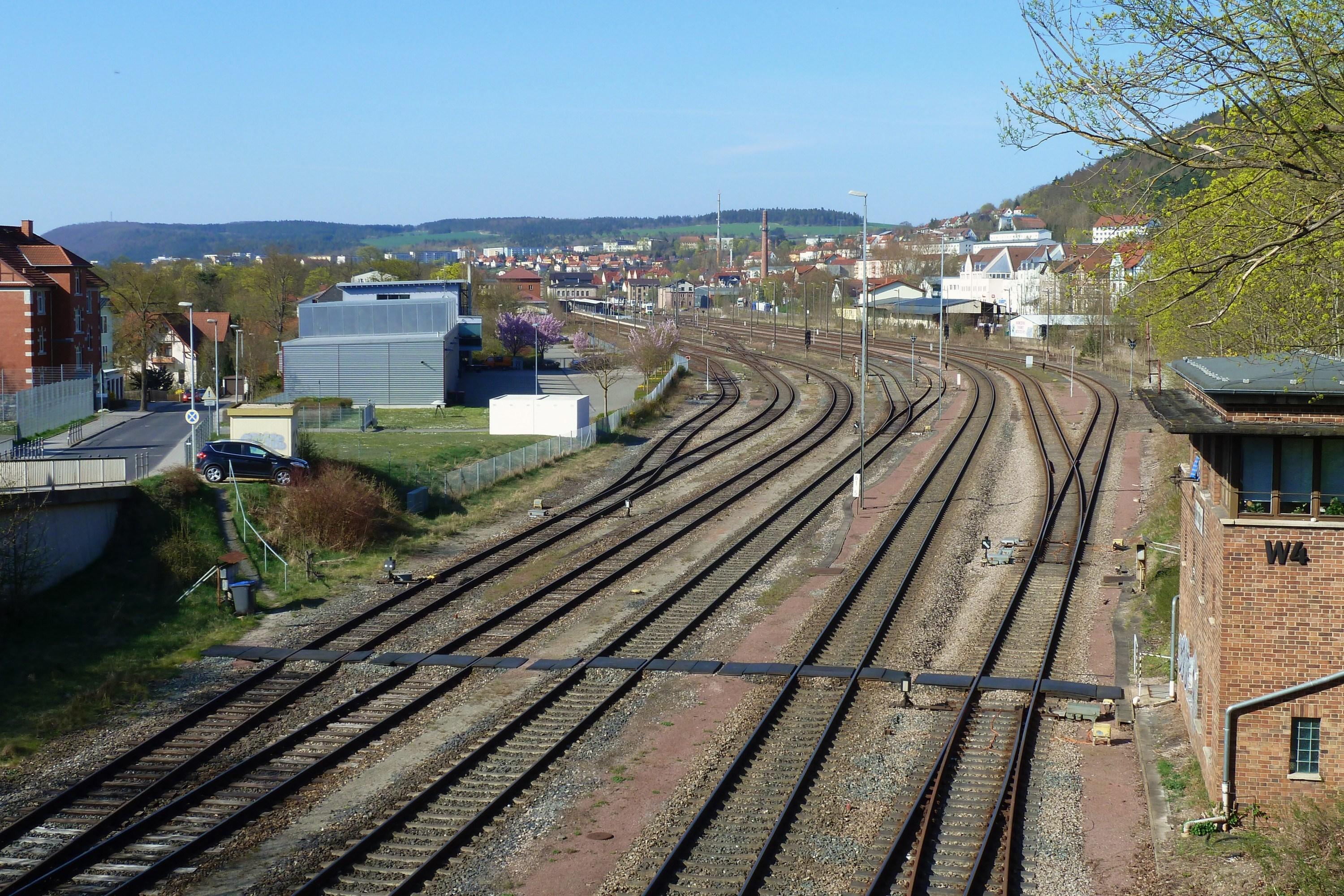
Südliches Bahnhofsgelände 2015

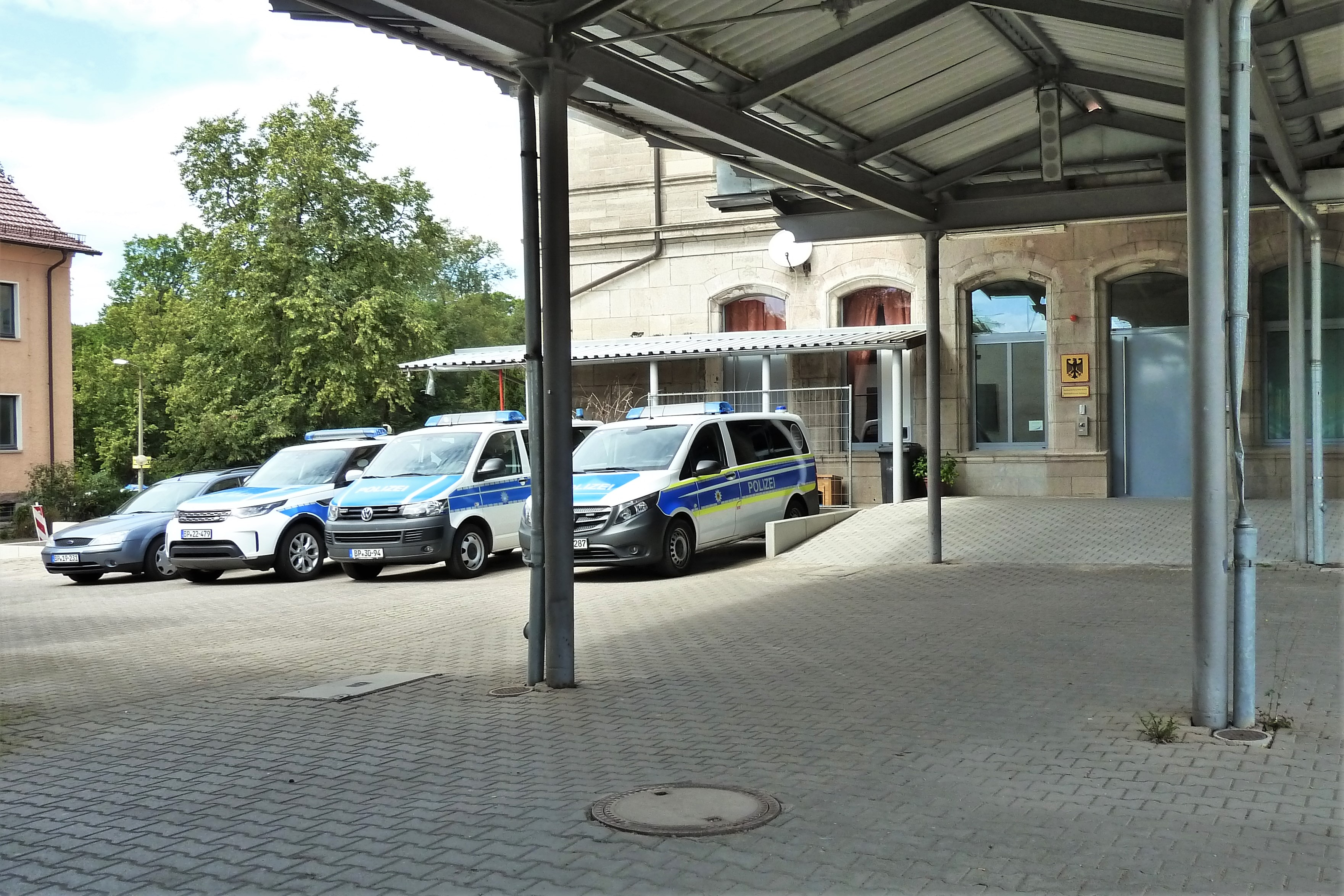
Bundespolizeirevier Meiningen

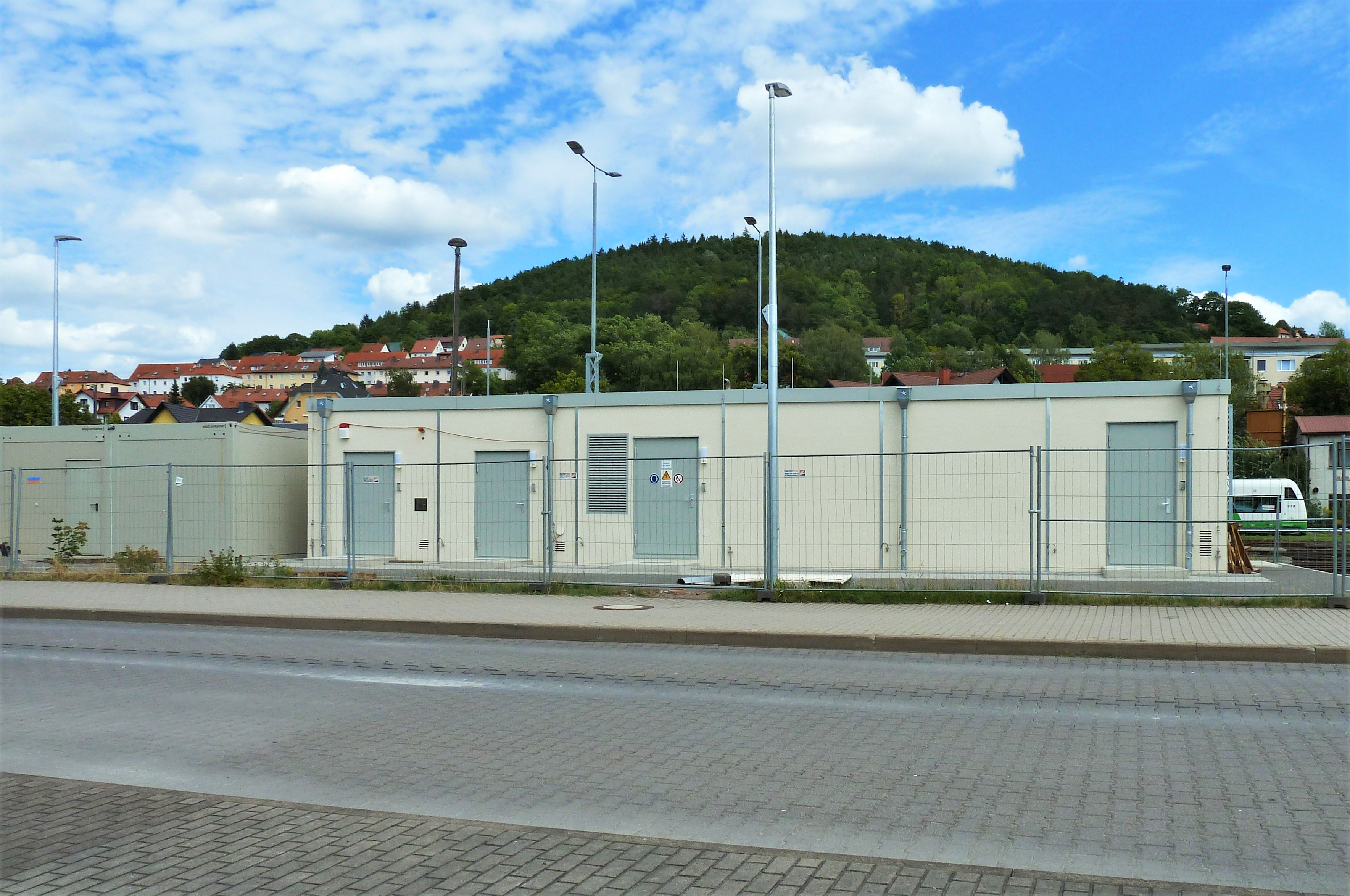
ESTW

Das Empfangsgebäude ist ein klassizistisches Bauwerk und besteht aus drei Teilen. Das nördlich gelegene größere Gebäude entstand 1858 für die Werrabahn und wurde 1895 von der Preußischen Staatsbahn übernommen. Den südlich gelegenen Bau errichtete die Bayerische Staatsbahn 1874 mit der Eröffnung der Bahnstrecke Schweinfurt–Meiningen. 1900 verband man beide Gebäude mit einem eingeschossigen Flachbau, der 1960 durch eine moderne Bahnhofshalle ersetzt wurde. Das Gebäudeensemble steht unter Denkmalschutz. Direkt vor dem Empfangsgebäude wartet eine Taxizentrale auf Fahrgäste, daneben liegt der Meininger Busbahnhof des ÖPNV. Auf dem Bahnhofsvorplatz sind Sitzgelegenheiten, eine Telefonzelle, Fahrrad-Stellplätze und ein PKW-Parkplatz eingerichtet.

#### Einmieter, Kunden- und Serviceeinrichtungen
Im Empfangsgebäude inklusive der Bahnhofshalle und an den Bahnsteigen befinden sich zurzeit folgende Kunden- und Serviceeinrichtungen: Kunden-Reisezentrum der Süd-Thüringen-Bahn, Fahrkartenautomat für Nah- und Fernverkehr sowie Automaten für Getränke/Imbiss, Bäckerei, Pizzeria, Wartebereich und Spielothek. Im Gebäude sind des Weiteren die Leitungen der Betriebshöfe der Süd-Thüringen-Bahn und der Erfurter Bahn (Bereich Unterfrankenshuttle) sowie eine Niederlassung der DB Services GmbH der Deutschen Bahn untergebracht. Im bayerischen Teil befindet sich das Bundespolizei-Revier.

#### Privatisierung, Umbau und Sanierung 2014–2021
Die Deutsche Bahn AG verkaufte 2014 das Empfangsgebäude sowie den Bahnhofsvorplatz an die RK-Bahn Entwicklung GmbH. Mit einem Vertragsabschluss von 2016 zwischen der Stadt Meiningen und der RK-Bahn gelangte der Bahnhofsvorplatz in den Besitz der Stadt, weiter wurde vereinbart, dass die RK-Bahn bis 2021 in das Empfangsgebäude investiert. Die Investition und Modernisierung beinhaltet die Schaffung eines zentralen Knotenpunktes für Reisende.
Im Rahmen einer umfangreichen Sanierung und Modernisierung des Empfangsgebäudes entstehen bis 2021 eine Reihe von neuen Kunden- und Reiseeinrichtungen. In der Bahnhofshalle befinden sich dann neben den bereits vorhandenen Einrichtungen (siehe oben) eine Taxi-Servicestelle, ein Reisebedarf-Shop, öffentliche Toiletten und ein Fahrradverleih. Die Bahnhofshalle wird mit einem Aufzug vom Bahnhofsvorplatz aus erreichbar sein. Zum Fahrradverleih gehört ein Fahrradpark mit angeschlossener Fahrradwerkstatt im Kellergeschoss des Bayerischen Gebäudes. Im zweiten Obergeschoss des Preußischen Gebäudes ist ein Hostel geplant.

### Gleise
Bei einer Länge von 1,5 Kilometern zwischen den Einfahrsignalen nimmt das der Deutschen Bahn gehörende Bahnhofsgelände eine Fläche von rund elf Hektar ein. Im Rahmen der Modernisierung 2018/19 erhielt das Gleisnetz einen neuen Spurplan mit Verlegung und Rückbau sowie Neunummerierung einiger Gleise. Der Bahnhof verfügt mit Stand 2021 über insgesamt 31 Gleise, davon 10 im bayerischen Bahnhofsteil. 23 Gleise mit 2801 Metern Nutzlänge sind Gleise in Serviceeinrichtung der DB Netz AG.
Der Personenbahnhof besteht aus einem Durchgangsbahnhof mit den Bahnsteiggleisen 1 und 2 sowie einem Kopfbahnhof mit den Bahnsteiggleisen 3 und 4 (bis 2021 18 und 19). Alle Bahnsteige sind barrierefrei zu erreichen. 2010 führte die DB eine Sanierung von Bahnsteigen und Überdachungen durch.
Im nördlichen Bahnhofsteil zweigt mit dem Gleis 99 ein Anschlussgleis zum Dampflokwerk Meiningen mit eigenem Schienennetz ab. Im Südteil ist mit dem Gleis 9114 das 1,75 ha große Betriebsgelände der Süd-Thüringen-Bahn angeschlossen, das ein weiteres Schienennetz mit vier Gleisen besitzt.

### Elektronisches Stellwerk
Für den reibungslosen Verkehr standen einst vier und zuletzt drei mechanische Stellwerke zur Verfügung, die 2019 durch ein modernes elektronisches Stellwerk (ESTW-Z) ersetzt wurden. Das ESTW Meiningen wird von der neu errichteten Regionalen Bedienzentrale Meiningen (RBZ Meiningen) gesteuert. Hier regelt der Fahrdienstleiter Meiningen den Bahnverkehr des Bahnhofs sowie die Ein- und Ausfahrten von/nach Ritschenhausen (Zielbahnhof: Schweinfurt), Grimmenthal (Erfurt/Sonneberg) und Walldorf (Eisenach).

### Bahnsteige
| Gleis | Gesamtlänge [m] | Nutzlänge [m] | Höhe [cm] | Überdacht | Fahrtziel                                         |
| ----- | --------------- | ------------- | --------- | --------- | ------------------------------------------------- |
| 1     | 301             | 162           | 38        | ja        | Eisenach, Erfurt, Eisfeld, Sonneberg, Grimmenthal |
| 2     | 315             | 125           | 30        | nein      | Eisenach, Sonneberg                               |
| 3     | 343             | 190           | 38        | ja        | Erfurt, Grimmenthal                               |
| 4     | 343             | 190           | 38        | ja        | Schweinfurt, Bad Kissingen                        |

### Weitere Bahnhofsteile
An der Ostseite des Bahngeländes liegt der ehemalige Güterbahnhof. Hier waren bis 2019 eine Textil-Verkaufseinrichtung und zwei Handwerksbetriebe angesiedelt. Dort befindet sich seitdem der neuerbaute Betriebsstandort der Süd-Thüringen-Bahn (STB). An der Westseite befinden sich der Verladebahnhof und der bayerische Bahnhofsteil, der überwiegend als Betriebshof für den Unterfranken-Shuttle der Erfurter Bahn (EB) sowie als Abstellort der STB vorbehalten ist. Gegenüber dem Empfangsgebäude befindet sich das Bahnbetriebswerk Meiningen (BW), das von der Südthüringenbahn angemietet bis 2021 als Betriebsstätte genutzt wird. Des Weiteren ist auf dem Bahnhof ein Polizeirevier der Bundespolizei ansässig.

## Personenverkehr

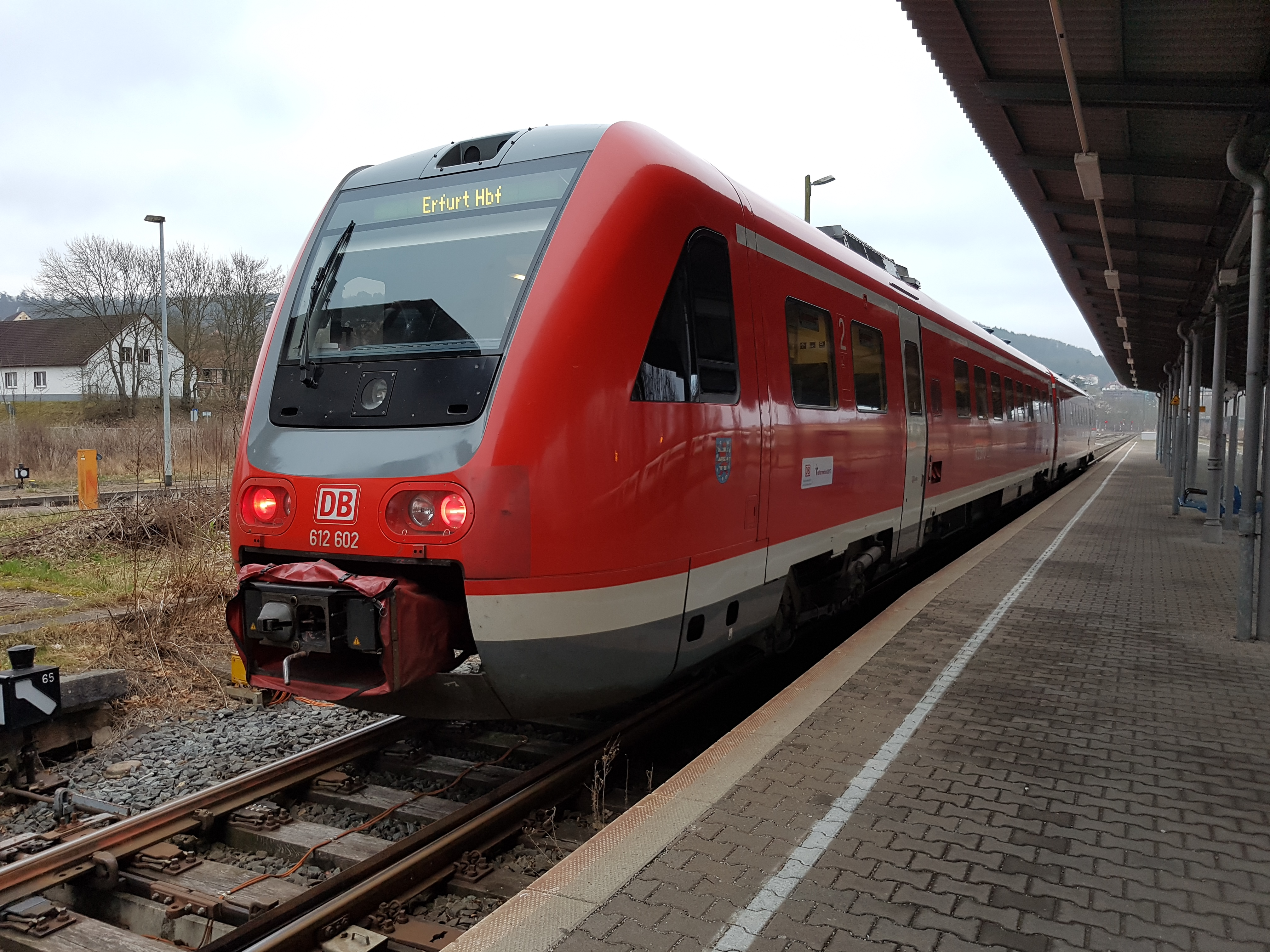
Regionalexpress nach Erfurt

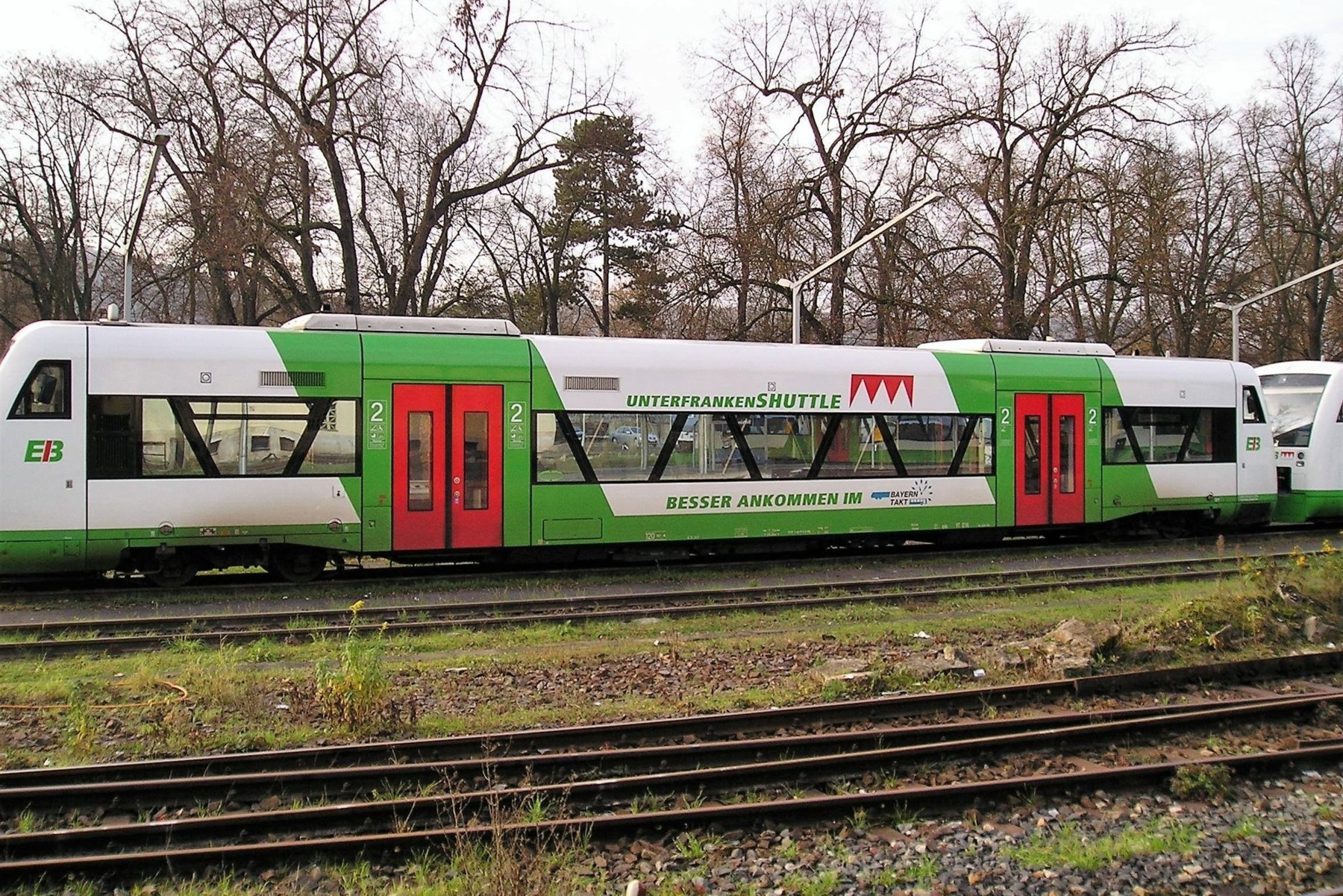
Unterfranken-Shuttle der Linie Meiningen–Schweinfurt/Bad Kissingen

Mit rund 100 Zughalten täglich gibt es vom Bahnhof Meiningen mit fünf Bahnlinien auf drei Bahnstrecken direkte Verbindungen in folgende Orte, die mit Regional-Express-Zügen (RE) und Regionalbahnen (RB) bedient werden.
| Kursbuch- strecke        | Linie | Richtung                             | Betreiber                                     | Takt           | Anschlussmöglichkeit am Zielbahnhof                                                              |
| ------------------------ | ----- | ------------------------------------ | --------------------------------------------- | -------------- | ------------------------------------------------------------------------------------------------ |
| 570                      | RE 50 | Erfurt                               | Süd-Thüringen-Bahn Süd-Thüringen-Bahn-Express | sechs Zugpaare | ICE Leipzig–Frankfurt/Main ICE Wiesbaden–Dresden ICE Berlin-München                              |
| 570                      | RB 44 | Erfurt                               | Süd-Thüringen-Bahn                            | 2 Stunden      | ICE Leipzig–Frankfurt/Main ICE Wiesbaden–Dresden ICE Berlin-München                              |
| 570                      | RB 44 | Grimmenthal                          | Süd-Thüringen-Bahn                            | 2 Stunden      | Zubringer für den RE 7 Erfurt–Würzburg                                                           |
| 569                      | RB 41 | Eisfeld Sonneberg Neuhaus am Rennweg | Süd-Thüringen-Bahn                            | 1 Stunde       | RE Sonneberg–Nürnberg Zubringer zum RE 7 Erfurt–Würzburg Umsteigen in Grimmenthal (alle 120 min) |
| 575                      | RB 41 | Eisenach                             | Süd-Thüringen-Bahn                            | 1 Stunde       | ICE Leipzig–Frankfurt/Main ICE Wiesbaden–Dresden ICE Berlin-München                              |
| 815                      | RB 40 | Schweinfurt Nürnberg                 | Erfurter Bahn Unterfranken-Shuttle            | 2 Stunden      | RE Würzburg–Hof RE Würzburg–Nürnberg                                                             |
| 815                      | RB 40 | Bad Kissingen Gemünden am Main       | Erfurter Bahn Unterfranken-Shuttle            | ein Zug        |                                                                                                  |
| Stand: 12. Dezember 2021 |       |                                      |                                               |                |                                                                                                  |